# Llista de reis d'Aragó
Segueix la llista dels comtes d'Aragó que van regnar al Comtat d'Aragó des de la seva creació vers l'any 800, passant per la seva constitució en Regne d'Aragó i la posterior Corona d'Aragó per passar a formar part finalment del Regne d'Espanya. Els ordinals dels reis d'Aragó serveixen per ordenar-los cronològicament. Els ordinals són diferents per a Catalunya on el rei, com a tal considerat del Principat, era conegut per l'ordre propi corresponent als reis catalans.

## Comtes francs
- ca. 802-809: Oriol d'Aragó
- 809-820: Asnar I Galí, comte de Cerdanya i comte d'Urgell
- 820-833: Garcia I, gendre de l'anterior
- 833-844: Galí I Garcés, fill de l'anterior
- 844-867: Galí II, fill d'Asnar I Galí
- 867-893: Asnar II Galí, fill de l'anterior
- 893-922: Galí III, fill de l'anterior
- 922-925: Andregot Galindes, filla de l'anterior, casada el 925 amb Garcia II Sanxes I de Navarra

## Reis de Pamplona de la dinastia Ximena
- 925-970: Garcia Sanxes I de Pamplona, rei de Pamplona, espòs de l'anterior
- 970-994: Sanç Garcés II de Pamplona, rei de Pamplona, fill de l'anterior
- 994-1000: Garcia Sanxes II de Pamplona, rei de Pamplona, fill de l'anterior
- 1000-1035: Sanç Garcés III de Pamplona, rei de Pamplona i rei de Lleó, fill de l'anterior

## Comtes d'Aragó de la dinastia Ximena del llinatge del rei de Pamplona
- 1035 - 1063: Ramir I d'Aragó, comte d'Aragó, fill de l'anterior
- 1063- 1094: Sanç I d'Aragó i Pamplona, comte d'Aragó, fill de l'anterior

1076: Sanç Ramires esdevé rei de Pamplona i es proclama, també, rei d'Aragó.

## Reis d'Aragó de la dinastia Ximena del llinatge del rei de Pamplona
- 1076-1094: Sanç I d'Aragó i Pamplona,rei d'Aragó i rei de Pamplona, l'anterior
- 1094-1104: Pere I d'Aragó i Pamplona, rei d'Aragó i rei de Pamplona, fill de l'anterior
- 1104-1134: Alfons I d'Aragó i Pamplona,rei d'Aragó i rei de Pamplona, germà de l'anterior

1134: el regne d'Aragó es donat als ordres religiosos militars, i el regne de Pamplona s'independitza proclamant rei a Garcia Ramires de Pamplona. La noblesa aragonesa proclama rei a:
- 1134-1137: Ramir II d'Aragó, rei d'Aragó, germà de l'anterior

1137: donació del regne d'Aragó al comte de Barcelona.

## Casal d'Aragó del llinatge del comte de Barcelona

Senyal Reial

- 1137 - 1162: Ramon Berenguer IV, comte de Barcelona i príncep sobirà d'Aragó, gendre de l'anterior, casat des de 1150 amb Peronella d'Aragó, filla de l'anterior

1162: unió dinàstica en la mateixa persona.
- 1162-1196: Alfons II d'Aragó (Alfons I el Cast o el Trobador), fill de Ramon Berenguer IV
- 1196-1213: Pere II d'Aragó (Pere I el Catòlic), fill de l'anterior
- 1213-1276: Jaume I d'Aragó (Jaume I el Conqueridor), fill de l'anterior
- 1276-1285: Pere III d'Aragó (Pere II el Gran), fill de l'anterior
- 1285-1291: Alfons III d'Aragó (Alfons II el Franc o el Liberal), fill de l'anterior
- 1291-1327: Jaume II d'Aragó (Jaume II el Just), germà de l'anterior
- 1327-1336: Alfons IV d'Aragó (Alfons III el Benigne), fill de l'anterior
- 1336-1387: Pere IV d'Aragó (Pere III el Cerimoniós o el del Punyalet), fill de l'anterior. Signava com a Pere Terç.
- 1387-1396: Joan I d'Aragó (Joan I el Caçador o el Descurat o l'Amador de la Gentilesa), fill de l'anterior
- 1396-1410: Martí I d'Aragó (Martí I l'Humà o l'Eclesiàstic), germà de l'anterior

## Interregne
1410-1412, acaba amb el Compromís de Casp

## Dinastia d'Aragó del llinatge del comte de Trastàmara
- 1412-1416: Ferran I d'Aragó (Ferran I el d'Antequera), nebot de l'anterior

Aragó i Sicília

- 1416-1458: Alfons V d'Aragó (Alfons IV el Magnànim), fill de l'anterior
- 1458-1479: Joan II d'Aragó (Joan II el Sense Fe), germà de l'anterior
- 1479-1516: Ferran II d'Aragó (Ferran II el Catòlic), fill de l'anterior

1516: unió dinàstica amb els reis de Castella

## Dinastia d'Habsburg del llinatge de l'arxiduc d'Àustria

Dinastia dels Habsburg

- 1516-1556: Joana I de Castella amb el seu fill Carles I d'Aragó (Emperador Carles V), net de l'anterior
- 1556-1598: Felip I d'Aragó (Felip II de Castella), fill de l'anterior
- 1598-1621: Felip II d'Aragó (Felip III de Castella), fill de l'anterior
- 1621-1665: Felip III d'Aragó (Felip IV de Castella), fill de l'anterior
- 1665-1700: Carles II d'Aragó (Carles II de Castella), fill de l'anterior
- 1705-1714: Carles III d'Aragó (Emperador Carles VI), de la dinastia dels Habsburg (cal no confondre'l amb Carles III de Borbó)

## Dinastia de Borbó del llinatge del rei França
- 1700-1724: Felip IV d'Aragó (Felip V de Castella)

Dinastia de Borbó

Amb els Decrets de Nova Planta desapareix el regne d'Aragó i tots els títols reverteixen en el de monarca d'Espanya. I puix que amb els decrets de Nova Planta va desaparèixer la Corona d'Aragó, de fet, l'única entitat política que va sobreviure, i ho feu fins al segle xix, a aquell decret, fou el Consell General de la Vall d'Aran. Els reis d'Espanya posteriors a aquest fet, tot i ser coneguts com a reis d'Espanya, ho eren de Castella, així com d'altres possessions. De fet, no es van autoproclamar reis d'Espanya fins a Isabel II, primera monarca coronada com a reina d'Espanya, títol utilitzat des d'aquell moment pels seus descendents coronats.